# Paya Crot
Paya Crot is een bestuurslaag in het regentschap Bireuen van de provincie Atjeh, Indonesië. Paya Crot telt 207 inwoners (volkstelling 2010).